# Lars Skytte
Lars Skytte, född omkring 1610, död 1696, var en svensk katolsk franciskanmunk och akademiker.

## Biografi
Skytte föddes 1610 som son till ståthållaren på slottet Tre Kronor, i Stockholm, Lars Bengtsson Skytte och hans hustru Brita Håkansdotter. Johan Skytte var hans farbror.
Han studerade vid Uppsala universitet, och begav sig därefter utomlands för fortsatta studier hos bland annat Johann Vossius i Amsterdam och Hugo Grotius i Paris.
Hemkommen till Sverige utnämndes han till drottning Kristinas hovjunkare och sändes 1641 som svensk resident till portugisiska hovet, en befattning han innehade fram till 1647.
I stället för att resa hem begav han sig då till Rom, där han antog den katolska läran och inträddes i Franciskanorden som franciskanermunk. Där förefaller han år 1689 även ha blivit bekant med Gottfried Wilhelm von Leibniz, då denne senare frågat sig för om Skyttes tillstånd.